# Virotia francii
Macadamia francii là một loài thực vật có hoa trong họ Quắn hoa. Loài này được (Guillaumin) Sleumer miêu tả khoa học đầu tiên năm 1955.